# واهه اوشاکان
واهه اوشاکان (ارمنی: Վահէ Օշական) (زاده ۹ اکتبر ۱۹۲۲ در پلوودیو، بلغارستان - درگذشته ۳۰ ژوئن ۲۰۰۰ در فیلادلفیا، پنسیلوانیا، ایالات متحده آمریکا)، شاعر، نویسنده، منتقد ادبی و کنشگر سیاسی ارمنی بود

## زندگی‌نامه
واهه اوشاکان در ۹ اکتبر ۱۹۲۲ در پلوودیو، بلغارستان به دنیا آمد. پدر وی «هاکوب اوشاکان»، یک شاعر و منتقد برجسته و مادرش «آراکسی آستاردیجیان» بودند.
واهه در قاهره، اورشلیم و قبرس بزرگ شد و در فرانسه تحصیل نمود و در سال ۱۹۵۱ درجه دکتری خویش را در رشته ادبیات تطبیقی از دانشگاه سوربن در پاریس دریافت نمود. پس از ۱۹۵۲ وی در بیروت زندگی می‌کرد و فلسفه و روان‌شناسی بعلاوه ادبیات فرانسوی ارمنی و انگلیسی تدریس می‌نمود.
در آغاز جنگ داخلی لبنان در سال ۱۹۷۵ وی مجبور به مهاجرت به فیلادلفیا شد جایی که وی بین سال‌های ۱۹۷۶ تا ۱۹۸۲ در دانشگاه پنسیلوانیا مشغول به تدریس شد. در دهه ۱۹۹۰ در حین جنگ قره‌باغ واهه اوشاکان در دانشگاه استپاناکرت تدریس می‌نمود. همچنین وی به مدت ۱۱ سال در بین سال‌های ۱۹۸۷ تا ۱۹۹۸ سردبیر مجل ادبی "RAFT" بود که اشعاری از زبان ارمنی به زبان انگلیسی ترجمه و به چاپ می‌رساند. دیرتر در بین سال‌های ۱۹۹۳–۱۹۹۸ در دانشگاه مک‌کوری در سیدنی، استرالیا سخنرانی‌های را ایراد نمود.
در سال ۱۹۹۶ نشان مسروپ ماشتوتس" از سوی کلیسای کاتولیک ارمنی به وی اعطا شد. همچنین در سال ۱۹۹۸ جایزه ریاست جمهوری ارمنستان را دریافت نمود.
واهه اوشاکان سرانجام بر اثر عوارض ناشی از عمل جراحی قلب در ۳۰ ژوئن ۲۰۰۰ در سن ۷۷ سالگی در فیلادلفیا، پنسیلوانیا، ایالات متحده آمریکا درگذشت.
واهه و همسرش «آرسینه» صاحب دو فرزند بودند.

## کتابشناسی

### مجموعه شعر
- شهر (۱۹۶۳)
- هشدار (۱۹۸۰)
- سفر

### رمان و داستان
- فراری (۱۹۸۷)
- در اطراف دام (۱۹۸۸)
- نسل‌ها

### دیگر آثار
- پنجره (۱۹۵۶)
- چهارراه (۱۹۷۱)
- هراس (۱۹۸۳)
- به سوی هویت